# Bongani Zungu
Bongani Zungu (* 9. Oktober 1992 in Duduza) ist ein südafrikanischer Fußballspieler, der beim SC Amiens in Frankreich unter Vertrag steht.

## Karriere

### Vereine
Bongani Zungu wurde als Angehöriger der Volksgruppe der Zulu in Duduza, einem Township in der Provinz Gauteng geboren. In seiner Fußballkarriere spielte er zu Beginn zwischen 2010 und 2012 in der Jugend des Zweitligisten Dynamos FC. Ab 2013 spielte Zungu mit der Fußballmannschaft der Universität Pretoria in der Saison 2012/13 in der höchsten südafrikanischen Liga. In 24 Erstligaspielen erzielte er sieben Tore. Nach seiner Debütsaison wechselte er zum Rekordmeister Mamelodi Sundowns. Mit diesem gewann er 2014 und 2016 die Meisterschaft sowie 2015 den Südafrikanischen Pokal. Im Januar 2016 wechselte er nach drei erfolgreichen Jahren mit Mamelodi nach Portugal zum dortigen Erstligaverein Vitória Guimarães. Mit seinem neuen Verein in Europa erreichte er direkt das Pokalfinale von 2017, in dem er bei der 1:2-Niederlage gegen Benfica Lissabon das Anschlusstor erzielte. Bereits nach einem Jahr verließ er den Verein und wechselte für eine Ablösesumme von zwei Millionen Euro zum SC Amiens in die französische Ligue 1. Nachdem der Verein am Ende der Saison 2019/20 als Vorletzter der Tabelle abgestiegen war, wurde er für die folgende Spielzeit an die Glasgow Rangers verliehen die eine Kaufoption besaßen.

### Nationalmannschaft
Bongani Zungu debütierte am 17. August 2013 in der Nationalmannschaft von Südafrika als er in einem Länderspiel gegen Burkina Faso in der Startelf von Trainer Gordon Igesund stand. Mit der Mannschaft nahm er 2015 und 2019 am Afrika-Cup teil.